# Gabriela Grzybowska
Gabriela Grzybowska (ur. 21 listopada 2002) – polska piłkarka, grająca na pozycji pomocnika. Występuje w drużynie GKS Gieksa Katowice.

## Życiorys
Gabriela Grzybowska pochodzi z Augustowa. Jest wychowanką UKS SMS Łódź, z którym zdobyła w latach 2016, 2017 i 2018 Mistrzostwo Polski Juniorek Młodszych U16, następnie U-19, a także Mistrzostwo Polski seniorek w sezonie 2021/2022, podczas którego pełniła funkcję kapitanki zespołu. W 2019 była najlepszą zawodniczką turnieju finałowego mistrzostw w Polski U-19. Znalazła się w 11-tce rudny jesiennej Ekstraligi w sezonie 2021/2022.